# Funhouse
För andra betydelser, se Funhouse (olika betydelser).
Funhouse var ett TV-spelsprogram som visades i ZTV under perioden 15 juni 1993-11 april 1995 . Det visades även i TV3 med start den 19 mars 1994, och första omgången visades under 11 lördagskvällar fram till maj 1994.